# Брандон Старк
Брандон «Бран» Старк (англ. Brandon Stark) — вигаданий персонаж, створений американським письменником Джорджем Р. Р. Мартіном. Є одним з центральних персонажів (ПЛП) в серії фентезі-романів «Пісня Льоду і Вогню» (не фігурує тільки в романі «Бенкет стерв'ятників»).
Вперше представлений у романі Гра престолів у 1996 році, Бран — другий син Лорда Еддарда Старка і його дружини Леді Кетлін Старк, уроджена Кетлін Таллі.
Роль Брана в однойменному серіалі на каналі HBO грає англійський актор Айзек Гемпстед Райт.

## Персонаж

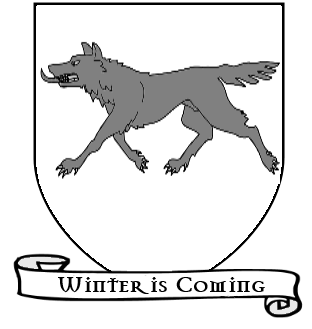
Герб дому Старків

### Загальне
Бран — четверта дитина і другий син в родині лорда Вінтерфеллу, Оберігача Півночі і Тризуба Еддарда та його дружини Кетлін Старк. У нього п'ять братів і сестер: старший брат Робб, молодший брат Рікон, дві старші сестри Арія і Санса, і, нарешті, незаконнонароджений єдинокровний брат Джон Сноу.

### Опис
У Брана не виходило стріляти з лука, битися на мечах так само добре, як у Арії, і він більше волів лазити по високих стінах. У своїй подорожі з Ходором, він знаходить в собі силу і нових друзів. Крім цього у Брана є лютововк Літо, яким він може керувати.

## Сюжетні лінії

### Вітри зими
У грудні 2016 року Джордж Мартін повідомив про те, що Бран Старк у даній книзі буде головним героєм.

## В екранізації[2]

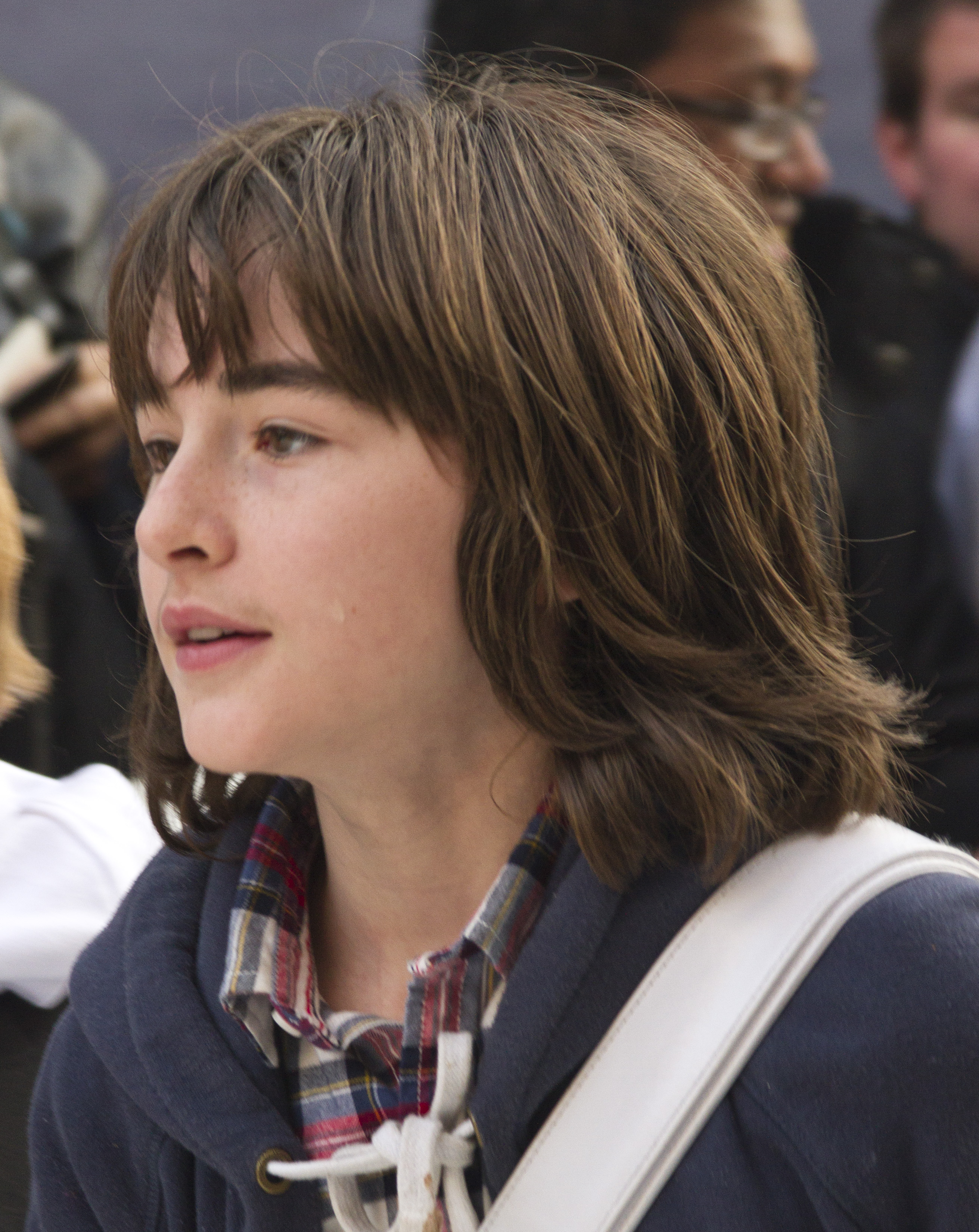
Актор Айзек Райт зіграв в телесеріалі роль Брандона Старка

У телесеріалі «Гра престолів» роль Брана Старка грає англійський актор Айзек Гемпстед Райт.

#### Четвертий сезон
У четвертому сезоні, під час подорожі за Стіну, Бран, Ріди, Ходор і Літо опиняються у полоні у дезертирів в Замку Крастера, які зазіхають навіть зґвалтувати Міру. Їх перебування в полоні припиняється під час штурму Замку вартовими на чолі з Джоном Сноу, які прийшли вбивати дезертирів. Одним з карателів прибуває і Локк, слуга Русе Болтона, відправлений знайти молодших Старків. Він намагається відвести Брана, кинувши його супутників у полоні. Однак йому не вдається здійснити свій задум — Бран вселяється в тіло Ходора, і той, звільнившись, згортає Локку шию. Після цього, звільнивши Літо і Примару (які були замкнені в клітки), хлопці йдуть, так і не перетнувшись з Джоном.

#### Шостий сезон
Сюжетна лінія Брана Старка в серіалі випереджає книжкову починаючи з шостого сезону. На початку 6 сезону Бран продовжує навчання під керівництвом триокого крука. Бран побачив минуле свого батька, молодого сера Родріка Касселя, тітку Ліанну, дядька Бенджена і Ходора в дитинстві, а також Нен в молодості. У баченні минулого спостерігав за боєм свого батька і Ертура Дейна у Вежі Радості в Дорні. Після бою невдало намагався поговорити зі своїм батьком у минулому і дорікнув Бріндену Ріверсу з цього приводу. В 5 серії 6 сезону бачив минуле свого батька, що відбуває на виховання до Джона Аррена, молодого сера Родріка Касселя, дядька Бенджена, і Ходора в дитинстві, молоду Нен, а також свого діда лорда Рікарда Старка. Бачив перетворення невідомої людини в першого Іншого Дітьми Лісу з метою захистити чарівні дерева від Перших Людей. Був позначений в баченні Королем Ночі і врятований Мірою, Дітьми Лісу, лютововком Літо і Ходором під час нападу Інших та вихтів на печеру Бріндена Ріверса. Його лютововк Літо загинув у сутичці з вихтами. Незадовго до загибелі Ходора Бран побачив видіння минулого перетворення Уіліса в Ходора. В 6 серії 6 сезону побачив у своїх видіннях події попередніх років (своє падіння з вежі Вінтерфеллу, страту свого батька, смерть своєї матері на Червоному Весіллі, штурм Королем Ночі Суворого Будинку, Дрого Дейєнеріс Таргарієн, яка вижила після похоронного багаття, перетворення сина Крастера Королем Ночі в Іншого, свого батька в молодості у Вежі Радості, вбивство Робба Старка Русе Болтоном, створення Дітьми Лісу Інших, бій Джона Сноу з Білим Ходоком і вбивство Ейріса Божевільного Джеймі Ланністером) і, можливо, події майбутнього (Дрогон над Королівською Гаванню і дикий вогонь). Врятувався разом з Мірою від живих мерців, за допомогою свого дядька Бенджена Старка. Прибув у богорощу Чорного Замку разом з Мірою, побачив у своїх видіннях сина Ліанни Старк, яким виявився Джон Сноу.

#### Сьомий сезон
У 7 сезоні Бран Старк разом з Мірою Рід вирушає до Вінтерфелла.

#### Восьмий сезон
У 8 сезоні Брандон І Старк на прізвисько «Зломаний» стає Королем Шести Королівств. Вибір Брандона Старка на посаду Короля пояснюється тим, що така кандитура більшості Великих Лордів вигідна. З Королівством Півночі, Ріввераном і Долиною Брандон Старк перебуває у родинних зв'язках, а отже апріорі буде відстоювати їх інтереси. В очах же правителів решти земель Король-Інвалід (яким є Брандон Старк) виглядає як слабкий правитель, яким легко маніпулювати і використовувати в своїх цілях.